# Lacerna
Daban el nombre de lacerna los romanos a una especie de capa que se ponía sobre la túnica y se aseguraba con un broche en el hombro.
La lacerna tenía capucha y era usada entre el pueblo bajo, aunque se llegó a generalizar también entre los ricos. El emperador Teodosio prohibió que los senadores llevasen la lacerna por la calle. Las clases nobles la usaban de púrpura, los pobres de lana gruesa. 